# Rozhledna Mařenka
Rozhledna Mařenka stojí na stejnojmenném vrchu Křižanovské vrchoviny, který je se svojí nadmořskou výškou 711 m nejvyšší vrcholem okresu Třebíč.

## Historie
V roce 1941 zde byla vystavěna dřevěná triangulační věž, která sloužila také jako rozhledna. Údajně z ní mělo být vidět až do Rakouska. Za druhé světové války ji využívali Němci jako pozorovatelnu. V roce 1957 však došlo k jejímu stržení vichřicí a poté nebyla obnovena. Myšlenky na vystavění nové rozhledny vznikly v roce 2003, iniciátorem byl svazek obcí Podhůří Mařenky. V roce 2009 získaly obce stavební povolení a v roce 2010 obec Štěměchy třímilionovou dotaci z programu ROP NUTS II – Jihovýchod. Zbylých 4,5 milionu Kč dodaly ze svých rozpočtů jednotlivé obce. Stavbu provedla firma Lavimont, a.s. a rozhledna byla slavnostně otevřena 27. října 2012. Rozhledna byla rekonstruována, byly opraveny dřevěné prvky, byly nově natřeny a některé části byly oplechovány, protože po hromosvodu slaňovali vandalové. V roce 2016 navštívil rozhlednu i Kanaďan, který byl za druhé světové války v pozorovatelně zajat německými vojáky.

### Model
V roce 2022 byl Miroslavem Šafránkem postaven model rozhledny o výšce 1 metr. Model bude putovat po vesnicích v okolí v rámci oslav 10 let od otevření rozhledny.

## Popis
Původní plány počítaly s 25 metrů vysokou rozhlednou v podobě ocelového tubusu s kovovým schodištěm. Nakonec však došlo k realizaci návrhu v podobě sférického trojúhelníku. Rozhledna je vysoká 31 metrů; na devítimetrový betonový základ obložený kamenem navazuje dřevěná konstrukce. Na vyhlídkovou plošinu ve 28 metrech vede 156 schodů točitého kovového schodiště.
Autorem projektu je Ing. arch. Martin Franěk z Ateliéru Penta, v.o.s. v Jihlavě, majitelem pozemku Lesy ČR, s.p.

## Výhled
Z rozhledny se otevírá výhled na Javořici s vysílačem (27 km západně), na severozápadě a severu jsou viditelné Křemešník (38 km), Železné hory (68 km) a Devět skal (60 km), na severovýchodě Drahanská vrchovina (87 km), na východě komíny v Třebíči, věže JE Dukovany (33 km) a kopce mezi Rosicemi a Ivančicemi (50 km), na JV Pálava s Děvínem (77 km) a rovina u Laa an der Thaya (80 km), na JZ Česká Kanada. Za mimořádně výborné dohlednosti jsou pozorovatelné na JZ Novohradské hory (100 km), na JV slovenské Malé Karpaty (140 km) a na jihu alpské vrcholy Hochschwab, Hohe Veitsch či Schneeberg (150 až 180 km daleko).